# تحصیل فورت عباس
تحصیل فورت عباس (به انگلیسی: Fort Abbas) یک منطقهٔ مسکونی در پاکستان است که در ناحیه بهاول‌پور واقع شده‌است. تحصیل فورت عباس ۱۴۳ متر بالاتر از سطح دریا واقع شده‌است.